# Limnoporus nearcticus
Limnoporus nearcticus är en insektsart som först beskrevs av Kelton 1961.  Limnoporus nearcticus ingår i släktet Limnoporus och familjen skräddare. Inga underarter finns listade i Catalogue of Life.